# Tiefenthal (Creußen)
Tiefenthal (oberfränkisch: Tifadohl) ist ein Gemeindeteil der Stadt Creußen im Landkreis Bayreuth (Oberfranken, Bayern). Tiefenthal liegt in der Gemarkung Neuhof.

## Lage
Das Dorf liegt im Norden der Fränkischen Alb. Tiefenthal liegt einen Kilometer nordöstlich der Nordspitze eines langgestreckten Höhenzuges, dessen höchste Erhebungen Kuhberg, Schloßberg und Funkenberg sind. Unmittelbar nordwestlich des Dorfes gibt es einen weiteren und etwas kleineren Höhenzug, der oberhalb des Ortes weitgehend bewaldet ist. Am südlichen Ortsrand mündet der von Westen kommende Altenkünsberger Bach in den Bieberswöhrbach, der das Dorf in Süd-Nord-Richtung durchfließt. Gemeindeverbindungsstraßen führebn nach Unterölschnitz zur Kreisstraße BT 17 (1,8 km nördlich), die BT 17 kreuzend nach Birk (2,5 km östlich), nach Seidwitz zur Staatsstraße 2184 und an Hagenreuth und Reichholdsweber vorbei und die Bahnstrecke Nürnberg–Cheb unterquerend nach Creußen zur Bundesstraße 2 (3,5 km südwestlich). Eine Anliegerstraße führt nach Altenkünsberg (0,3 km westlich).

## Geschichte
Urkundlichen Erwähnungen von Tiefenthal in historischen Dokumenten waren:
- 1320: „dacz Tieffental in dem dorfe“
- 1376: „zu Tyffental“
- 1537: „an aynem weyer zu Kyndßbergk bey Tiefental gelegen“

Der Ortsname bedeutet „Im tiefen Tal“, womit das Tal des Bieberwöhrbaches gemeint ist.
In der Fraisch unterstand Tiefenthal dem brandenburg-bayreuthischen Kasten- und Stadtvogteiamt Creußen. Von 1791/92 bis 1810 unterstand Tiefenthal dem preußische Justiz- und Kammeramt Pegnitz.
Mit dem Gemeindeedikt (frühes 19. Jahrhundert) wurde Tiefenthal dem Steuerdistrikt Birk und der Ruralgemeinde Neuhof zugewiesen. Im Rahmen der Gebietsreform in Bayern wurde Tiefenthal am 1. Januar 1977 in die Stadt Creußen eingegliedert.

## Baudenkmäler
Am südöstlichen Dorfrand und rechten Ufer des Bieberwöhrbaches (Standort) steht eine denkmalgeschützte Wassermühle, die mit der Aktennummer D-4-72-127-84 des BLfD ausgewiesen ist. Dabei handelt es sich um einen zweigeschossigen Satteldachbau, an dessen Wappenrelief die Jahreszahl „1570“ zu finden ist.

## Wirtschaft und Infrastruktur

### Unternehmen
Im östlichen Teil des Dorfes gibt es ein Gasthaus.

### Verkehr
Vom ÖPNV wird das Dorf an einer Haltestelle der Regionalbuslinie 374 des VGN bedient. Diese verbindet Tiefenthal mit dem Bayreuther Hauptbahnhof, obwohl der gut drei Kilometer entfernte Bahnhof Creußen(Oberfr) der nächstgelegenere Eisenbahnhaltepunkt ist.

## Religion
Ebenso wie die protestantisch geprägte Kernstadt gehört die Bevölkerung von Tiefenthal überwiegend der evangelisch-lutherischen Konfession des Christentums an. Die Protestanten werden von der evangelischen Pfarrei Creußen betreut, während die römisch-katholischen Bewohner der katholischen Pfarrei in Thurndorf angehören.